# Эсперансский камень
Камень Эсперанса (исп. Esperanza Stone, «Камень надежды») — археологический объект, крупный (2,4 м) надписанный камень, обнаруженный в долине Яки (Мексика). Найден и раскопан в 1909 году майором Фредериком Расселом Бёрнхемом и Чарльзом Фредериком Холдером.

## Описание
Камень представляет собой «коричневую магматическую скалу, его самая длинная ось около восьми футов, а на восточной стороне, которая имела угол около сорока пяти градусов, была глубокая надпись». Символы на камне включают волюту (завиток, спираль) и свастику, которые также были найдены на других камнях в Мексике.

## Легенда
По легенде камень упал с небес в прошлом, а резьба была сделана руками человека.

## Значение
Бёрнхем считал, что символы принадлежат культуре майя. Однако другие классифицируют знаки как петроглифы.